# Pays cathare
Pour les articles homonymes, voir Cathare.
Pour l’article ayant un titre homophone, voir Qatar.

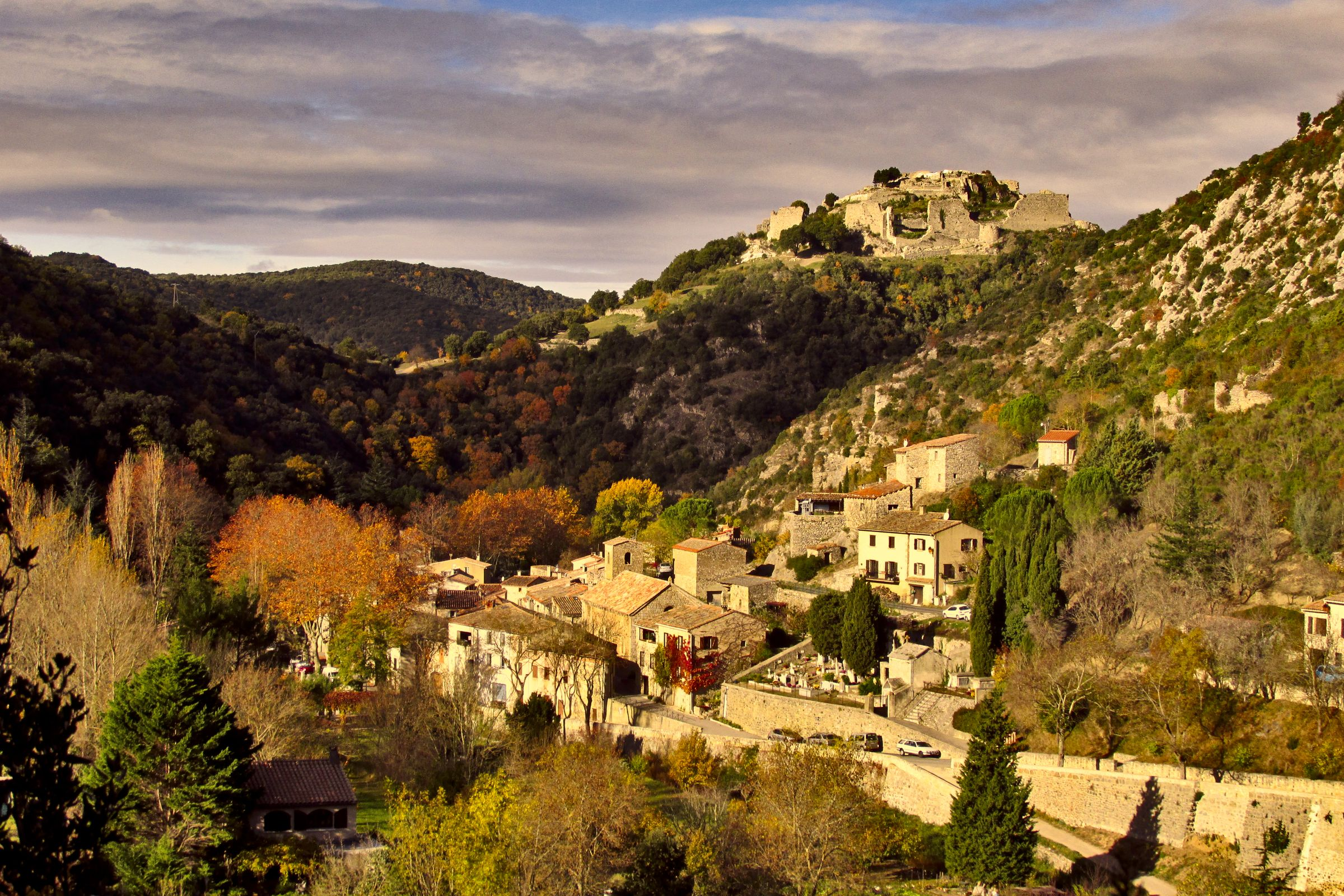
Château de Termes, Pays Cathare, Termes (Aude).

Le Pays cathare est une appellation touristique déposée par le département de l'Aude et s'appliquant principalement aux Corbières, siège de la plupart des citadelles bâties par le roi de France Louis IX au XIIIe siècle et qualifiées improprement de châteaux du pays cathare ou châteaux cathares.
« Pays Cathare » est une marque déposée en 1992, propriété du Conseil général de l'Aude. Selon ses promoteurs, le programme « Pays cathare » vise à valoriser et préserver les richesses de l’Aude, fédérer les initiatives locales et soutenir l’organisation professionnelle des producteurs audois.